# Mathias Pogba
Mathias Pogba (Conakri; 19 de agosto de 1990) es un futbolista guineano, aunque también posee nacionalidad francesa española. Su equipo actual es el ASM Belfort del Campeonato Francés Nacional 2. Ha representado a la selección de fútbol de Guinea. Es hermano de los futbolistas Florentin Pogba y Paul Pogba.

## Carrera
Es colaborador eventual en el programa El Chiringuito de Jugones.

## Clubes
| Club                       | País         | Año       |
| -------------------------- | ------------ | --------- |
| Quimper Cornouaille F. C.  | Francia      | 2009-2010 |
| Wrexham A. F. C.           | Gales        | 2010-2012 |
| Crewe Alexandra F. C.      | Inglaterra   | 2012-2014 |
| Delfino Pescara 1936       | Italia       | 2014-2015 |
| Crawley Town F. C.         | Inglaterra   | 2015      |
| Partick Thistle F. C.      | Escocia      | 2015-2016 |
| Sparta de Róterdam         | Países Bajos | 2016-2017 |
| Tours F. C.                | Francia      | 2018-2019 |
| C. D. Manchego Ciudad Real | España       | 2019-2020 |
| Lorca F. C.                | España       | 2020      |
| Racing Murcia F. C.        | España       | 2020-2021 |
| NK Tabor Sežana            | Eslovenia    | 2021      |
| ASM Belfort                | Francia      | 2021-Act  |

## Cargos criminales
En septiembre de 2022, Mathias Pogba fue enviado a prisión provisional por los cargos de extorsión. Fue detenido bajo la acusación de haber exigido a su hermano Paul Pogba el pago de 13 millones de euros a cambio de protección. Paul Pogba presentó denuncias por extorsión tanto en Italia como en Francia, donde fue encañonado con fusiles por un grupo de encapuchados, enviados, según la denuncia, por su hermano Mathias.